# Мьевиль, Чайна
Ча́йна Том Мьевиль (англ. China Tom Miéville, корректное произношение «Миэ́йвл» (mee-AY-vill), род. 6 сентября 1972, Норидж) — британский писатель-фантаст, левый активист и учёный. Он определяет свой жанр как «странную фантастику».

## Биография
С раннего детства Мьевиль жил в Лондоне. Воспитывался матерью. С восемнадцати лет он преподавал английский язык, жил в Египте, где у него появился интерес к арабской культуре и ближневосточной политике. Мьевиль получил степень бакалавра социальной антропологии в Кембриджском университете, а также доктора философии по международным отношениям в Лондонской школе экономики, где защитил докторскую диссертацию, озаглавленную «При столкновении двух равных прав», в которой адаптировал к теории международного права марксистскую концепцию права, опираясь на работы Евгения Пашуканиса и критических теоретиков права, и продемонстрировал связь международного права с империализмом.

## Политика
Мьевиль — марксист и троцкист, бывший член британской Социалистической рабочей партии и американской Интернациональной социалистической организации. В 2001 году баллотировался в Палату общин от Социалистического альянса, набрав 459 голосов, то есть 1,2 %. В январе 2013 года выступил с критикой руководителей СРП, а в марте 2013 года покинул партию из-за несогласия с отказом партийного руководства осудить виновника внутрипартийного сексуального скандала. В августе 2013 года выступил в числе девяти подписантов (среди которых были Кен Лоуч, Майкл Розен и Жильбер Ашкар) в газете «Гардиан» с призывом к созданию новой левой партии, получившей название «Левое единство» (Left Unity).
Его левые политические взгляды отражаются в его работах — как художественных (в том числе в его романе «Железный совет»), так и нон-фикшн (включая его книгу «Октябрь» о Революции 1917 года), — а также в теоретических взглядах на литературу (его критика «Властелина колец»). Входит в редакционную коллегию марксистского журнала «Historical Materialism» (Нидерланды).

## Творчество
Дебютный роман «Крысиный король» может быть отнесён к жанру мистического ужаса, впоследствии Мьевиль обратился к жанру фэнтезийного стим-панка, опубликовав имевшие огромный успех романы «Вокзал потерянных снов» и «Шрам». В творчестве автора присутствуют элементы научной фантастики, фэнтези и литературы ужасов. К последнему из перечисленных жанров относится большинство рассказов Мьевиля, неоднократно появлявшихся в престижных сборниках «Фэнтези, мистика, магический реализм: лучшее за год», «Ужасы: лучшее за год» и тематических антологиях. Сам автор признавался, что некоторое влияние на его малую прозу оказало творчество Лавкрафта.

## Премии
- Первый роман, «Крысиный король», был номинирован на премию Международной гильдии ужасов и премию имени Брэма Стокера.
- Второй роман, «Вокзал потерянных снов», получил премию Артура Кларка и был номинирован на премии «Локус», «Хьюго», «Небьюла» и World Fantasy.
- Третий роман, «Шрам», получил премии British Fantasy и «Локус» за лучший роман фэнтези. Был номинирован на премии «Хьюго», World Fantasy и премию Артура Кларка.
- Четвёртый роман, «Железный совет», получил премию Артура Кларка и Локус за лучший роман фэнтези в 2005 и был номинирован на премии World Fantasy и «Хьюго».
- 2010, премия Локус в категории «Роман фэнтези» за «Город и город» (2009). За этот роман он получил премию «Хьюго» и «World Fantasy». Также был номинирован на премию «Небьюла»[6].
- «Город и Город» в 2010 году удостоен премий Артура Кларка, «Хьюго», «Локус», World Fantasy и других.
- 2011, премия «Локус» в категории «Роман фэнтези» за «Kraken»
- Роман «Посольский город» получил премию «Локус» за лучший научно-фантастический роман в 2012 и был номинирован на премию «Небьюла» и «Хьюго».

#### Интервью
- Офлайн интервью с Чайной Мьевилем для FantLab.ru
- «Фэнтези, фантастика и политика» — интервью журналу International Socialist Review
- Чайна Мьевиль. 50 книг в жанре «научная фантастика» и фэнтези, которые следует прочесть каждому социалисту